# El amor después del mediodía (película de 1972)
El amor después del mediodía (en francés: L'Amour l'après-midi) es una comedia dramática de corte romántico estrenada en 1972 y escrita y dirigida por Éric Rohmer. Es la sexta y última entrega de la serie Seis cuentos morales de Rohmer. 

## Trama
Frédéric, el joven y exitoso socio de una empresa de París, está felizmente casado con Hélène, una profesora de inglés. El matrimonio tiene un hijo y espera un segundo. Mientras transcurre el día, Frédéric comienza a reflexionar sobre los tiempos antes de casarse, cuando era libre de estar con cualquier mujer que quisiera y podía sentir la profunda satisfacción de la anticipación mientras la perseguía. En un momento, tiene una elaborada fantasía en la que posee un amuleto mágico que hace que todas las mujeres se dobleguen ante su voluntad (la secuencia presenta actrices de entregas anteriores de "Seis cuentos morales"). Sin embargo, estos pensamientos no angustian a Frédéric, ya que los ve como un reflejo de cuán verdadero es el amor que siente por su esposa.
Un día, Chloé, una mujer del pasado de Frédéric, pasa por su oficina, hambrienta y sin hogar. Chloé había sido novia de un viejo amigo de Frédéric y le había causado mucho dolor. Al principio, Frédéric cree que Chloé sólo quiere dinero y compañía, pero con el tiempo, mientras intenta una serie de trabajos para intentar algún tipo de solidez en su vida, para diversión cada vez mayor de las secretarias de la oficina de Frédéric, los dos comienzan a pasar las tardes juntos. hablando de muchas cosas de las que Frédéric no puede hablar con su esposa. Él disfruta de los placeres de una amante atractiva sin la culpa del adulterio, mientras ella tiene un hombre que hará lo que quiera sin necesidad de sexo.
Después del nacimiento del segundo hijo de Frédéric, Chloé decide que ella también necesita un hijo para centrarse en su existencia sin rumbo y, aunque no desea estar atada en matrimonio, que Frédéric debe ser el padre. Se pregunta si quedarse con la fiel esposa a la que ama mucho o si lanzarse a lo desconocido con una mujer por la que siente una extraña y profunda pasión. Una decisión se precipita cuando Chloé lo cita a su última dirección y, cuando él llega, ella está en el baño. Al salir, ella lo invita a secarla con una toalla, lo cual él hace, y luego lo llama a su cama. Dejándola desnuda y esperando, huye del apartamento. Cuando regresa a casa de Hélène y le pide pasar la tarde con ella, ella rompe a llorar. Él la consuela y se van a su dormitorio.

## Elenco
- Bernard Verley : Frédéric Carrelet
- Françoise Verley : Hélène Carrelet
- Zouzou : Chloé
- Daniel Ceccaldi: Gérard
- Malvina Penne : Fabienne
- Danièle Malat : cliente
- Pierre Nunzi : vendedor
- Babette Ferrier : Martine
- Tina Michelino : viajero
- Jean-Louis Livi : amigo de Frédéric
- Sylvaine Charlet : la logeuse
- Irène Skobline : vendedora
- Frédérique Hender : Madame M.
- Claude-Jean Philippe : Monsieur M.
- Suze Randall : joven inglesa
- Sylvie Badesco :  estudiante
- Claude Bertrand : estudiante
- Françoise Fabian
- Marie-Christine Barrault
- Haydée Politoff
- Laurence de Monaghan
- Gérard Falconetti
- Aurora Cornu
- Béatrice Romand : une femme lors de la séquence du rêve (de Le Genou de Claire)

## Recepción
Roger Ebert del Chicago Sun-Times le dio 4 de 4 estrellas, calificándolo como lo mejor de la serie " Seis cuentos morales " de Rohmer y agregando:
También es el más completo y carece del tono unidimensional de algunos de sus cuentos anteriores. Es como si estuviera tocando notas en las obras anteriores y ahora las uniera todas en un acorde; La escena final de "Chloe" es su último comentario sobre la serie, y Rohmer nos dice que, por el amor de Dios, dejemos de jugar y nos abracemos con honestidad. 
Vincent Canby del New York Times le dio a la película una crítica positiva, escribiendo "debido a que el Sr. Rohmer mantiene su enfoque breve, claro y preciso, uno ve profundamente las vidas de sus personajes sin el tipo de distorsiones pretenciosas de la mayoría de las películas que tratan sobre metáforas". 
Por el contrario, Pauline Kael escribió "se había evaporado media hora después de que la vi. Es tan olvidable como puede ser una película". 